# Horodenka Miasto
Horodenka Miasto (ukr. Городенка-Місто, ros. Городенка-Город) – przystanek kolejowy w miejscowości Horodenka, w rejonie kołomyjskim, w obwodzie iwanofrankiwskim, na Ukrainie.
Przed II wojną światową stacja kolejowa. W późniejszym okresie dodatkowe tory zostały zdemontowane, a stacja zdegradowana do roli przystanku.